# Questembert
 Questembert  (en bretón Kistreberzh) es una población y comuna francesa, situada en la región de Bretaña, departamento de Morbihan, en el distrito de Vannes y cantón de Questembert.

## Demografía
| 4068 | 4209 | 4661 | 4961 | 5076 | 5727 |
| Para los censos de 1962 a 1999 la población legal corresponde a la población sin duplicidades (Fuente: INSEE [Consultar]) |      |      |      |      |      |